# Південний ВТТ
Південний ВТТ (рос. ЮЖНЫЙ ИТЛ, Южлаг) — підрозділ в системі ГУЛАГ, оперативне керування якого здійснювало Головне управління таборів залізничного будівництва. Організований 22.05.38 ;
закритий 26.04.43 з організацією на його базі Тайшетлага.

Дислокація:
- Бурят-Монгольська АРСР, м.Улан-Уде, з 22.05.38 — не раніше 10.09.39;
- ст. Заудинська Східно-Сибірської залізниці на 17.10.40;
- Іркутська область, м. Тайшет з кінця 1940.

## Виконувані роботи
- буд-во залізничної лінії Заудинська-Наушки (Улан-Уде-Наушки) (Будівництво 202),
- буд-во ділянки БАМу Тайшет-Братськ (з кінця 1940),
- забезпечення інертними матеріалами спецбудівництв ГУЛЖДС (з 21.04.41),
- виготовлення корпусів протитанкових та протипіхотних мін,
- лісозаготівлі,
- с/г, виробництво ширвжитку, житлове буд-во.

## Чисельність ув'язнених
- 1.10.1938 — 39 772,
- 1.1.1940 — 24 076,
- 1.7.1940 — 12 834,
- 1.1.1941 — 7430,
- 1.7.1941 — 12 558,
- 1.4.1942 — 9753,
- 1.1.1943 — 10 558,
- 21.4.1943 — 8345.